# Qi (standaard)
Qi (van het Chinese woord 气) is een open interface-standaard voor draadloos laden door middel van inductie. Hiermee kunnen bijvoorbeeld mobiele telefoons worden opgeladen door ze op een laadplek te leggen, waarmee afstanden tot 4 centimeter kunnen worden overbrugd.
Doordat het een open standaard betreft, kunnen laders van elke fabrikant worden gebruikt. De constructie kan ook in meubilair worden verwerkt, waardoor een telefoon bijvoorbeeld kan opladen door deze op de voet van een lamp of op een nachtkastje te leggen.
De standaard werd in 2010 uitgebracht door het Wireless Power Consortium.